# Земчёнок, Денис Игоревич
Денис Игоревич Земчёнок (11 августа 1987 года, Нижняя Тура, Свердловская область) — российский волейболист, диагональный, мастер спорта России.

## Карьера
Начинал заниматься волейболом в Санкт-Петербурге, в 17-летнем возрасте дебютировал в Суперлиге в составе местного «Спартака» (ныне — «Автомобилист»). В дальнейшем провёл ещё шесть сезонов за петербургскую команду в высших лигах «А» и «Б», в 2011 году помог ей завоевать право на возвращение в Суперлигу, но ввиду сложной финансовой ситуации и неясного будущего «Автомобилиста» вместе с одноклубником Артёмом Зеленковым перешёл в краснодарское «Динамо».
В сезоне-2011/12 леворукий диагональный был сменщиком опытного Романа Яковлева, в начале следующего уверенно влился в стартовый состав «Динамо», но в ноябре 2012 года из-за разрыва крестообразных связок выбыл из строя почти на год. В сезоне-2013/14 Земчёнок сумел полноценно вернуться в игру и после завершения чемпионата России получил вызов в национальную сборную от её тренера Андрея Воронкова.
Дебют Дениса Земчёнка в сборной России состоялся 30 мая 2014 года в Нише в матче Мировой лиги со сборной Сербии. Он сыграл во всех 14 матчах российской команды на этом турнире. С осени 2014 года выступал за новосибирский «Локомотив», тренером которого также был Андрей Воронков.
В сезоне-2016/17 выступал за казанский «Зенит». В его составе стал обладателем Суперкубка и Кубка России, серебряным призёром клубного чемпионата мира, чемпионом страны и победителем Лиги чемпионов.
В мае 2017 года перешёл из «Зенита» в сосновоборское «Динамо-ЛО». Со старта сезона-2017/18 был одним из самых результативных игроков чемпионата России, но в ноябре получил травму (разрыв мениска) и в связи с операцией и восстановлением после неё в течение трёх месяцев оставался вне игры.
В сезоне-2018/19 играл за «Белогорье», был капитаном команды и завоевал Кубок вызова. Летом 2019 года вернулся в сборную России и в её составе стал победителем Лиги наций.
В 2019—2023 годах вновь выступал за казанский «Зенит», выиграв за этот период чемпионат и три Кубка России. В сезоне-2023/24 был игроком оренбургского «Нефтяника». В августе 2024 года перешёл в команду «Шабаб Аль-Ахли» (Дубай).

## Достижения
- Победитель Лиги наций (2019).
- Чемпион России (2016/17, 2022/23), серебряный (2019/20) и бронзовый (2021/22) призёр чемпионата России.
- Обладатель (2016, 2019, 2021, 2022) и финалист (2014) Кубка России.
- Обладатель Суперкубка России (2016, 2020).
- Победитель Кубка Сибири и Дальнего Востока (2014, 2015).
- Победитель Лиги чемпионов (2016/17).
- Обладатель Кубка вызова (2018/19).
- Серебряный (2016) и бронзовый (2019) призёр клубного чемпионата мира.
- Чемпион всероссийской Спартакиады (2022).